# Brima Kamara
Brima Bazzy Kamara (* 7. Mai 1968 in Freetown) ist ein ehemaliger sierra-leonischer Militär der Sierra Leone Army. Er war führendes Mitglied der Rebellenorganisation Armed Forces Revolutionary Council (AFRC; 1997–1998) im Bürgerkrieg in Sierra Leone, die im Mai 1997 unter Führung von Johnny Paul Koroma die gewählte Regierung um Ahmad Tejan Kabbah stürzte.
Kamara war seit 20. Mai 1991 Mitglied der Sierra Leone Armed Forces und erreichte bis zum Putsch am 25. Mai 1997 den Rang eines Staff Sergeant. Wie auch Alex Brima und Santigie Kanu wurde er wegen Kriegsverbrechen und Verbrechen gegen die Menschlichkeit am 20. Juni 2006 vom Sondergerichtshof für Sierra Leone verurteilt. Kamara erhielt eine Haftstrafe von 45 Jahren, die er im Mpanga-Gefängnis in Ruanda verbüßt. 2012 wurde er wegen Missachtung des Gerichts zu einer weiteren Haftstrafe von einem Jahr und 50 Wochen verurteilt.